# Amasha abrupta
Amasha abrupta är en insektsart som beskrevs av Medler 1992. Amasha abrupta ingår i släktet Amasha och familjen Flatidae. Inga underarter finns listade i Catalogue of Life.